# Engyum carinatum
Engyum carinatum là một loài bọ cánh cứng trong họ Cerambycidae.